# Scalable Inman Flash Replacement
Scalable Inman Flash Replacement (kurz sIFR) ist eine Kombination aus mehreren Web-Technologien, die es ermöglicht, jede beliebige Schriftart in einer XHTML-Webseite zu verwenden. Die in HTML Verwendung findenden Standardschriftarten sind für eine individuelle Gestaltung oft nicht ausreichend.
Mit Hilfe des sIFR-Scripts wird die Schriftart einer mit CSS-Selektoren markierten Textpassage (zum Beispiel Überschriften oder Menübestandteile) beim Laden der Webseite durch eine individuelle Schriftart ausgetauscht. Die gewünschte Schriftart muss dabei als Datei im Adobe-Flash-Format hinterlegt sein.
Die Technik funktioniert nur bei Webbrowsern mit aktiviertem JavaScript und installiertem Adobe Flash-Plugin.

## Trivia
„sifr“ bezeichnet im Arabischen die Ziffer Null.